# 6660 Matsumoto
6660 Matsumoto eller 1993 BC är en asteroid i huvudbältet som upptäcktes den 16 januari 1993 av den japanska astronomen Tsutomu Seki vid Geisei-observatoriet. Den är uppkallad efter den japanske astronomen Tatsujiro Matsumoto.
Asteroiden har en diameter på ungefär 3 kilometer och den tillhör asteroidgruppen Nysa.